# Eniwa (Hokkaidō)
Eniwa (japanisch 恵庭市, -shi) ist eine Stadt in der Unterpräfektur Ishikari auf der Insel Hokkaidō (Japan).

## Geographie
Eniwa liegt südlich von Sapporo und nördlich von Tomakomai und Chitose, auf Hokkaidō, der nördlichsten der vier japanischen Hauptinseln.

## Übersicht
Eniwa wurde 1871 von Landwirten aus dem Raum Osaka gegründet. Die wichtigsten Erwerbszweige sind Forstwirtschaft und Molkereien. In den letzten Jahren kamen Maschinenhersteller und Lebensmittelverarbeitungsbetriebe dazu.

### Angrenzende Städte und Gemeinden
- Sapporo
- Kitahiroshima
- Chitose

## Geschichte
Die Ernennung zu kreisfreien Stadt (shi) erfolgte am 1. November 1970.

## Verkehr
Eniwa liegt an der Chitose-Linie von JR Hokkaido, die Sapporo mit Numanohata verbindet. Die Stadt wird durch die Dōō-Autobahn, die Dōtō-Autobahn sowie durch die Nationalstraßen 36 und 453 erschlossen.

## Städtepartnerschaften
- Waki, Japan, seit 1979
- Guiyang, Volksrepublik China, seit 1986
- Timaru, Neuseeland, seit 2008

## Persönlichkeiten
Söhne und Töchter:
- Ryūichi Kawai (* 1983), Eishockeyspieler
- Takuma Kawai (* 1988), Eishockeyspieler